# Luc Winants (schaker)
Luc Winants (Watermaal-Bosvoorde, 1 januari 1963 – Luik, 7 februari 2023) was een Belgische schaker. Hij was grootmeester (IGM).

## Levensloop
Als zoon van dokter-schaker Henri Winants (zelf eenmaal nationaal kampioen) leerde Luc Winants al snel de loop van de stukken. Lucs ouders waren gescheiden, zodat hij hen niet al te vaak zag. Bij een van de bezoeken aan zijn vader, vond hij een boek met schoonheidspartijen en speelde er een na – hij was meteen “hooked”. Vader Winants vond het niet slecht dat zoonlief ook een passie voor het schaken had en schreef hem in in een Brusselse kring. Daar speelde hij veel blitzpartijen tegen de iets oudere Daniël Pergericht. In zijn eerste jaar werd hij kampioen bij de kadetten. Latere (inter)nationale jeugdtoernooien scherpten zijn speelsterkte verder aan; zo was hij in 1982 deelnemer aan het WK jeugd in Kopenhagen, waar hij kennis maakte met de wereldtop van zijn generatie. Toen hij 23 werd, stond hij eerste op de elolijsten van België.
Hij had midden jaren ’80 het geluk dat net dan Willem Hajenius de grote baas van SWIFT, Bessel Kok, kon overtuigen om het schaken te sponsoren, in navolging van OHRA-verzekeringen, dat in 1984 een meestertoernooi in Brussel had georganiseerd. En zo werden er in de tweede helft van de jaren ’80 enkele grote internationale toernooien in Brussel gehouden. In 1985 mochten Luc en Michel Jadoul zich meten met de wereldtop in het Swift-toernooi. Een onverdeeld succes werd het niet, maar de beide jonge spelers deden enorme ervaring op in het gezelschap van onder andere Anatoli Karpov, Viktor Kortsjnoi, Eugenio Torre, Jan Timman, Anthony Miles, Oleg Romanishin, Ljubomir Ljubojevic, Alonso Zapata, John van der Wiel en Yasser Seirawan.
- In juli 1986 veroverde hij zijn eerste Belgische titel in Anderlecht met 10 pt. uit 12. In het toernooi van Oostende haalde hij later zijn tweede meesternorm (zijn eerste norm had hij gehaald op de Olympiades van Saloniki). Einde 1986 kende de FIDE hem de titel van IM toe.
- In 1987 was Luc simultaangever bij de KOSK te Oostende en in 2004 speelde hij mee in de Schaakolympiade te Calvia samen met Geert Van der Stricht, Arthur Abolianin en Bruno Laurent.
- In 1988 nam hij deel aan het World Cup toernooi van Brussel; hij behaalde 2½ punten en werd laatste. Daartegenover staat zijn gedeelde tweede plaats in Dordrecht.
- In 1991 werd hij FIDE-IGM, na normen in Oostende, Wijk aan Zee (B-toernooi) en het toernooi van Barcelona, dat hij dat jaar won.
- In 2002 deelde hij de tweede plaats achter Rozentalis in Cappelle-la-Grande.
- Van 18 juni t/m 2 juli 2005 werd in Warschau het Europees kampioenschap schaken 2005 gespeeld dat met 10 pt. uit 13 gewonnen werd door de Roemeense grootmeester Liviu Dieter Nisipeanu. Luc behaalde 5½ punten in dit toernooi.

In 2016 bereikte hij zijn hoogste FIDE-rating: 2574.
Winants overleed op 7 februari 2023. Hij werd 60 jaar oud.